# G2 Acoustic Stage (album, Xindl X)
G2 Acoustic Stage je první koncertní album Xindla X. Album vzniklo v rámci série akustických koncertů na televizní stanici Óčko pod záštitou společnosti Universal a vyšlo v roce 2014 u Universal Music v podobě jednoho CD a jednoho DVD.

## Skladby
Není-li uvedeno jinak, je autorem hudby i textu Ondřej Ládek.

### CD
1. Chemie
2. Barbína
3. V blbým věku
4. Čecháček a totáček
5. Dočasná svatá (Dalibor Cidlinský Jr./Ondřej Ládek)
6. Nejlepší kuchař
7. Cudzinka v tvojej zemi (Ondřej Ládek/Ondřej Ládek, Mirka Miškechová)
8. Štědrý večer nastal (Martin Volák, Ondřej Ládek/Ondřej Ládek)
9. Zlato
10. Anděl
11. Řiditel autobusu
12. Casio
13. Láska v housce
14. Dysgrafik

### DVD
1. Chemie
2. Orel mezi supy
3. Prase
4. Barbína
5. V blbým věku
6. Čecháček a totáček
7. Dočasná svatá (Dalibor Cidlinský Jr./Ondřej Ládek)
8. Nejlepší kuchař
9. Cudzinka v tvojej zemi (Ondřej Ládek/Ondřej Ládek, Mirka Miškechová)
10. Štědrý večer nastal (Martin Volák, Ondřej Ládek/Ondřej Ládek)
11. Hele hele
12. Něgdy (Petr Fiala/Petr Fiala)
13. Zlato
14. Anděl
15. Řiditel autobusu
16. Casio
17. Láska v housce
18. Dysgrafik

## Účinkují
- Xindl X – zpěv
- Dalibor Cidlinský Jr. – piano, fender piano, banjo
- Jan Cidlinský – baskytara
- Lukáš Bundil – akustická kytara
- Emil Valach – bicí
- Filip Jelínek – trombon
- Miroslav Hloucal – trubka
- František Kop – tenor saxofon
- Radek Kašpar – alt saxofon, klarinet
- Ewa Farna – zpěv v písni „Dočasná svatá“
- Mirka Miškechová – zpěv v písni „Cudzinka v tvojej zemi“
- Skupina The Tap Tap – zpěv a perkuse v písni „Řiditel autobusu“, sbory v písních „Láska v housce“ a „Casio“